# Hubert Bray
Hubert Lewis Bray es un matemático y físico estadounidense que se ocupa de la aplicación del análisis geométrico a la teoría de la relatividad general y a la estructura global de los espacios-tiempos.
Bray se graduó de la Universidad de Rice con una licenciatura en matemáticas y física en 1992 y se doctor en 1997 en la Universidad de Stanford supervisado por Richard Schoen con su tesis: La desigualdad de Penrose en la relatividad general y el teorema de comparación de volumen participación de curvatura escalar. Como estudiante de posdoctorado, fue una Universidad de Harvard y de 1997 a 1999 instructor de Moore en el Instituto de Tecnología de Massachusetts. En 1999 se convirtió en Profesor Asistente y profesor asociado en 2003 en MIT, Profesor Asociado en 2003 en la Universidad de Columbia y en 2004 en la Universidad de Duke, donde recibió una cátedra completa en matemáticas en 2004 y, desde 2011, además, profesor de física.
En 1999, demostró la desigualdad (de Riemann) Penrose (1973) de Roger Penrose para los tiempos espaciales con cualquier número de agujeros negros. Proporciona un límite inferior de masa dependiendo del área de los horizontes de eventos del agujero negro y se puede formular como una desigualdad geométrica en la geometría de Riemann. Anteriormente, en 1997, Tom Ilmanen y Gerhard Huisken demostraron la desigualdad para un agujero negro. Las demostraciones de Ilmanen y Huisken, por un lado, y la de Bray, por otro lado, utilizaron diferentes flujos geométricos diferenciales. En caso de un espacio-tiempo más general, el problema está abierto.
Más recientemente, ha estado estudiando la estructura de las galaxias, como su estructura en espiral, como consecuencia de las ondas en la materia oscura.
En 2002 fue invitado ponente en el Congreso Internacional de Matemáticos en Pekín en la sección de geometría diferencial: Los agujeros negros y la desigualdad de Penrose en la relatividad general.
En 2013 se convirtió en miembro de la American Mathematical Society.